# مارلين هويستيس
مارلين آن هويستيس (مواليد 1948)  هي اخصائية السموم الأمريكية وبحاثة في آثار المخدرات غير المشروعة على الجسم والدماغ والرحم. كانت رئيسة قسم استقلاب الكيمياء والأدوية في المعهد الوطني لتعاطي المخدرات.

## النشأة والتعليم
بدأت هويستيس العمل في مختبر السموم في عام 1969 كطالب جامعي في كلية النساء . تزوجت خلال سنتها الأخيرة، وشغلت مجموعة متنوعة من الوظائف وأقامت عائلة. بعد عشر سنوات، خضعت هويستيس لبرنامج لمدة عامين للحصول على ماجستير في الكيمياء السريرية. في عام 1988 ، بدأت هويستيس في المعهد الوطني لتعاطي المخدرات كزميل باحث أثناء إكمال درجة الدكتوراه. في علم السموم في عام 1992 من كلية الطب بجامعة ميريلاند . ركزت أبحاث الدكتوراه على القنب . كانت أطروحتها بعنوان دراسة حركية دوائية وديناميكية متكاملة لاستخدام الماريجوانا الحاد . كانت تزيد عن 40 عامًا قبل أن تبدأ البحث.

## الوظيفي والبحث
هويستيس هي أخصائي في علم السموم درست آثار الأدوية غير المشروعة على الجسم والدماغ وفي الرحم . بعد حصولها على الدكتوراه عام 1992 ، أسست شركتها الخاصة. في أواخر التسعينيات، بدأت هويستيس أحد مختبرات الأبحاث السريرية البشرية القليلة في العالم لاختبار العقاقير غير المشروعة في البشر. في عام 1998 ، أصبحت رئيسة قسم استقلاب الكيمياء والأدوية في المعهد الوطني لتعاطي المخدرات . تقاعدت في عام 2016 بعد 23 عامًا في المعهد الوطني لتعاطي المخدرات . كانت هويستيس أستاذًا مساعدًا في كلية الطب بجامعة ميريلاند.

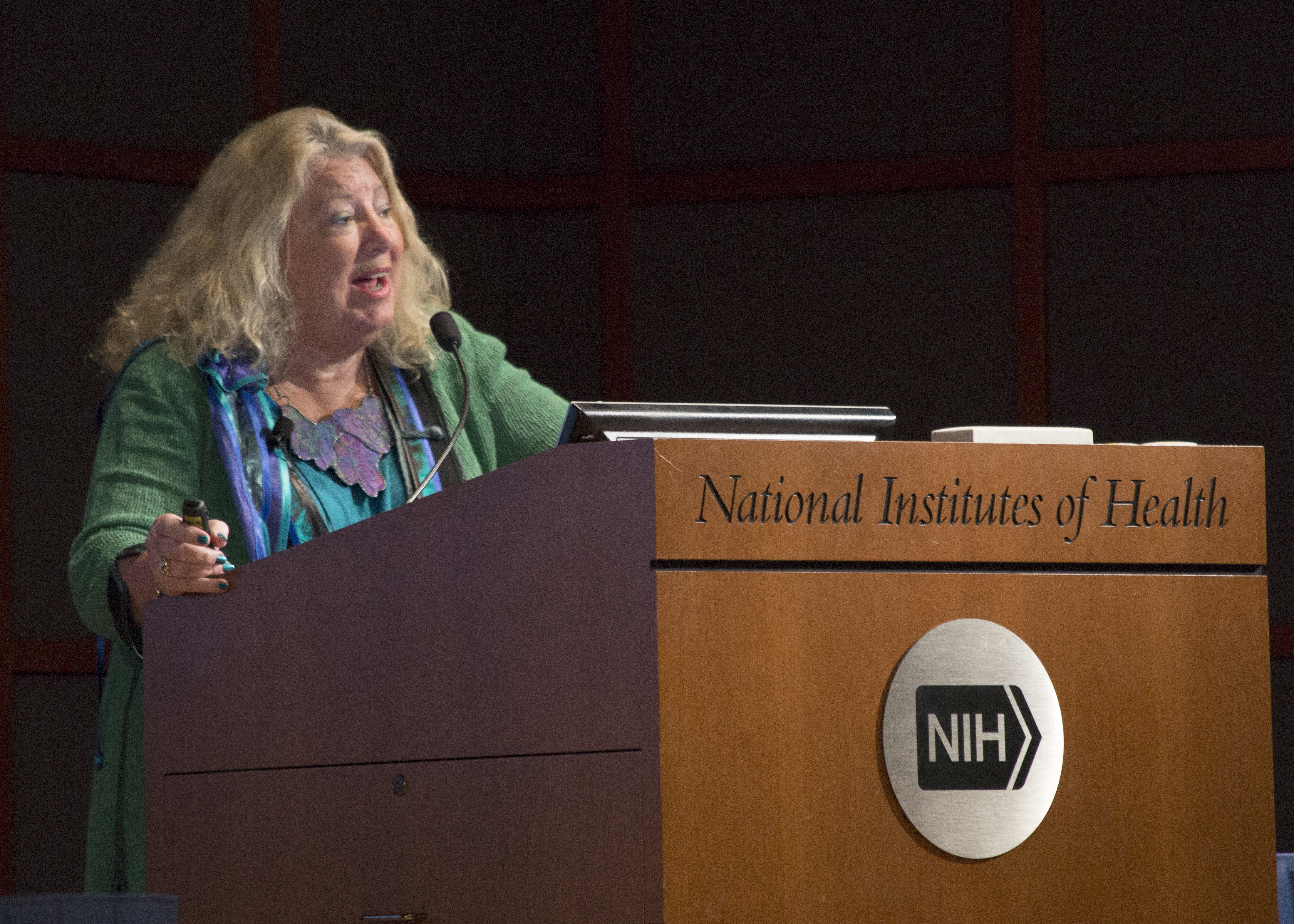
هويستيس في عام 2016 تقدم بحثها في بيثيسدا بولاية ماريلاند.

سعى برنامج هويستيس البحثي إلى اكتشاف آليات عمل منبهات ومضادات القنب ، وتأثيرات التعرض لأدوية الرحم وعلم الأحياء العصبية والحركية الدوائية للمواد ذات التأثير النفسي الجديد ، والوجه الناشئ لتعاطي المخدرات. درست مجموعة واسعة من المخدرات غير المشروعة، بما في ذلك الكوكايين والميثامفيتامين والنشوة والهيروين . تضمن بحثها مبادرة لتطوير اختبارات تشخيصية جديدة للعقاقير المصممة، والتي لا تستطيع اختبارات الأدوية الحالية اكتشافها. أسفر عمل هويستيس عن أكثر من 400 مخطوطة، كان آخرها التركيز على آثار استخدام الماريجوانا على ضعف القيادة. كانت متحمسة لمعرفة كيف حسنت أبحاثها حياة الناس من خلال الحد من الوفيات الناجمة عن القيادة المخدرة أو تقليل الآثار على الأطفال عندما تستخدم الأم المخدرات أثناء الحمل.
كانت هويستيس رئيس في جميعة علماء الطب الشرعي كما كانت رئيس قسم علم السموم في الأكاديمية الأمريكية لعلوم الطب الشرعي و أول امرأة تشغل منصب رئيس في الرابطة الدولية لعلماء الطب الشرعي.

## الجوائز والتكريمات
في عام 2010 ، تلقت هويستيس دكتوراه فخرية من كلية الطب في جامعة هلسنكي ، وهي مدرسة دعمت عملها في التعرض لأدوية الرحم.

## روابط خارجية
- مارلين هويستيس منشورات مفهرسة من قبل جوجل سكولار

قالب:Include-NIH